# Tompafényű fenyőcincér
A tompafényű fenyőcincér (Tetropium fuscum) a cincérfélék családjába tartozó, Eurázsiában honos, fenyőfákon élő bogárfaj. 

## Megjelenése
A tompafényű fenyőcincér hímjének testhossza 7,5−15 mm, a nőstény 8-19 mm-es. Testalkata erőteljes, mindegyik lábának combjai megvastagodtak. Az előhát oldalai ívesek, felülről kereknek látszik; szárnyfedőinek oldalvonalai szinte végig párhuzamosak. Teste fekete színű, szárnyfedői, lábai, csápjai, az előtor szegélyei és a melltő oldala vörösbarna. A szárnyfedők első negyede világosabb szőrei miatt halványabb barnának tűnik. Az előtor középen lapos, gyakran kétoldalt benyomott; közepén és oldalt is egyaránt sűrűn szemecskézett, ritkásan szőrözött. Szárnyfedői nagyon finoman és sűrűn pontocskázottak, fénytelenek; felszínük lesimuló, sűrű és finom szőrökkel borított. Feje sűrűn és durván pontozott, homloka a csápgödrök közt barázdált. 

## Elterjedése és életmódja
Eurázsiában honos az Ibériai-félszigettől Nyugat-Szibériáig. A Kárpátok fenyveseiben gyakori, Magyarországon ritka, Sopron és Magyaróvár környékén, illetve a Zempléni-hegységben ismertek állományai. 
Lárvája főleg luc, ritkábban erdeifenyő meggyengült vagy nemrég kidőlt, kivágott törzsében él, ahol a kéreg alatt rágja szabálytalan, törmelékkel tele járatait. Fejlődése egy évig tart, majd a fában készített horog alakú bábkamrában bebábozódik. Az imágó júniustól júliusig rajzik. Este és éjjel aktív, napközben többnyire kidőlt fák alatt, kéregrepedésekben bújik meg. 

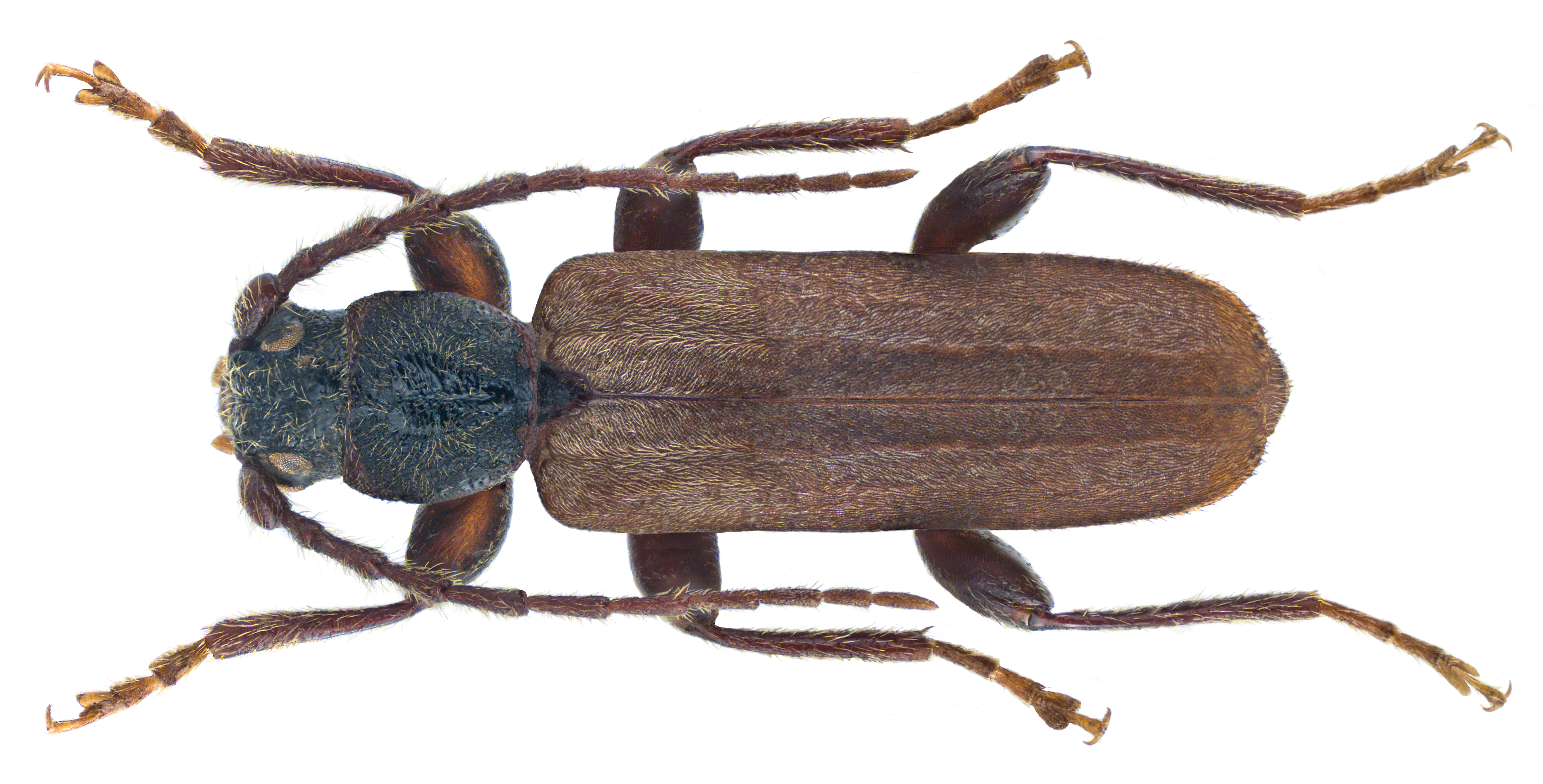
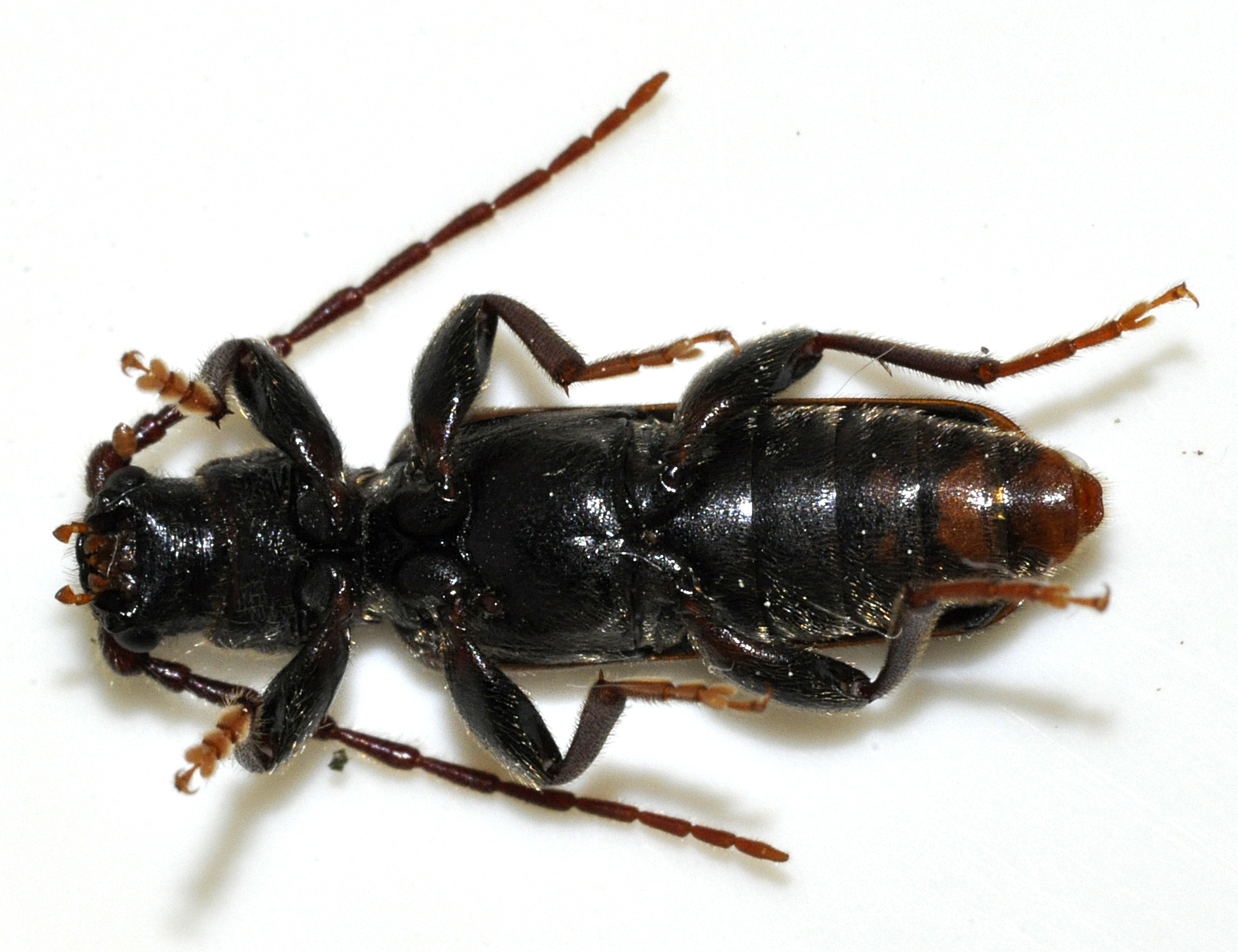
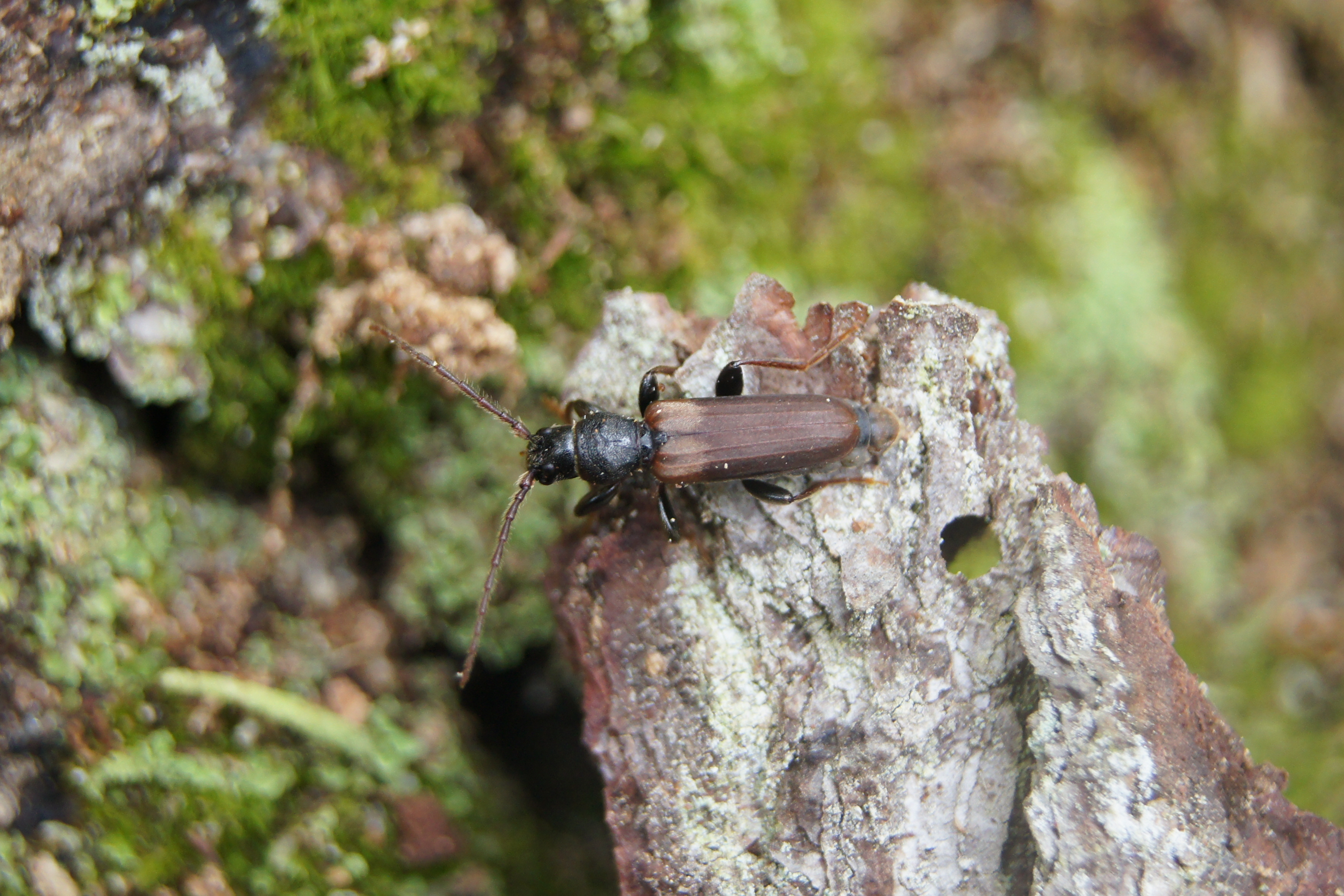
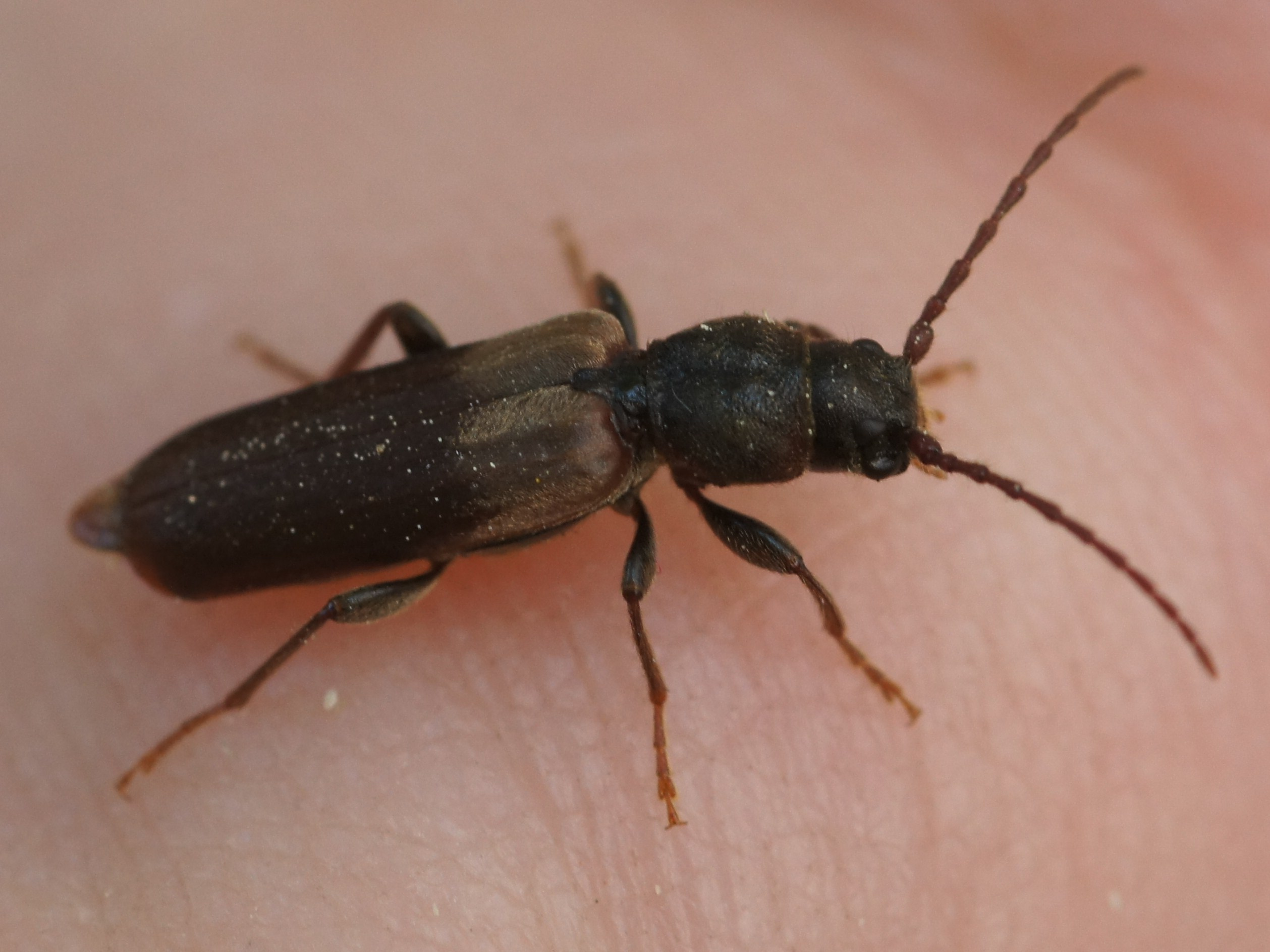
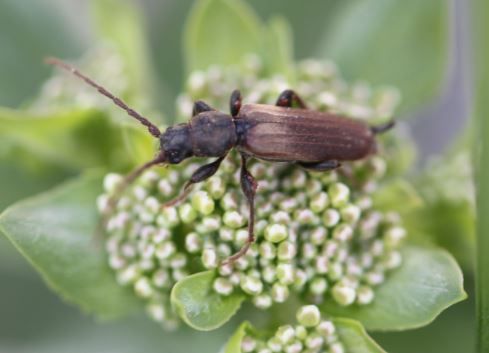

Magyarországon nem védett.